# Michel Renouard
Pour les articles homonymes, voir Renouard.
Michel Renouard est un universitaire et écrivain français, auteur notamment de romans policiers, né le 8 septembre 1942 à Dinan (à l'époque Côtes-du-Nord devenu Côtes-d'Armor), où son père était ouvrier menuisier et sa mère margeuse d'imprimerie.

## Biographie
Il passe toute son enfance à Dinan, où il publie ses premiers articles en 1956, et à Saint-Hélen, dans le presbytère de son oncle curé. Études aux Cordeliers de Dinan (1946-1961), puis à la Faculté des lettres de Rennes (1961-1970). Agrégé d'anglais et docteur d'État en littérature (thèse sur le journaliste et romancier américain Robert Ruark (en), dont l'œuvre fut, pour l'essentiel, consacrée au Kenya).
Il est ensuite journaliste professionnel à Ouest-France et correspondant d'Europe 1, avant de devenir professeur de l'enseignement secondaire à Rennes au lycée Saint-Vincent de Rennes puis au lycée Bréquigny, à Carlisle (Angleterre) à la Grammar School et ) Nairobi (Kenya) au Kenyatta College puis, à partir de 1971, de l'enseignement supérieur à Poitiers, Amherst (États-Unis), Rennes (université Rennes-II) et La Roche-sur-Yon (ICES).
En 1990, il crée un laboratoire de recherches, le Sahib (Société anglo-indienne et histoire de l'Inde britannique) et lance la revue Les Cahiers du Sahib, publiée par Rennes 2. Ce spécialiste de l'Inde britannique est l'auteur de 50 ouvrages : critique et histoire littéraires, livres sur l'Inde, l'Orient, la Bretagne et le Poitou, romans policiers (les enquêtes de Gabacho et Achille Corneille), d'aventures et d'espionnage, romans pour la jeunesse. Après avoir été directeur de collections aux éditions Ouest-France (1978-1999), il dirige, depuis 2004, une collection de romans policiers aux éditions Jean-Paul Gisserot.
Il vit actuellement dans les Pays de la Loire.

### Formation universitaire
- Licence d'anglais, Rennes 2, 1968.
- Maîtrise d'anglais, Rennes-II, 1969 (sujet de recherche : A Socio-Political Survey of Kenya Today). Directeur de recherche : André Chapoy.
- Capes d'anglais, 1969.
- Agrégation d'anglais, 1970.
- Doctorat d'État d'anglais, Paris 4-Sorbonne, 1986. Directeur de recherche : professeur Robert Rougé.

## Œuvres

### Romans policiers

#### SérieLes Enquêtes de Gabacho
- La Java des voyous, Quimper, éditions Alain Bargain, 1996, 190 p.,  (ISBN 2-910373-31-2), (BNF 36174935).
- Les Castrats de Bombay, Quimper, éditions Quadrisigne-Alain Bargain, coll. « Enquêtes & suspense », 1997, 189 p.,  (ISBN 2-910373-38-X), (BNF 36184035).
- Requiem sur le Campus, Quimper, Alain Bargain, 1998[7]
- Le Bouillon de Minuit, Quimper, Alain Bargain, 1999
- La Farine du diable, Quimper, éditions Quadrisigne-Alain Bargain, coll. « Enquêtes & suspense », 2001, 211 p.,  (ISBN 2-910373-89-4), (BNF 37639202).
- La Vénus de Malifeu, Quimper, Alain Bargain, 2002

#### SérieLes Enquêtes d'Achille Corneille
- Terminus Montparnasse, Paris, Jean-Paul Gisserot, 2006
- Le Broyé du Poitou, Paris, Jean-Paul Gisserot, 2009
- L'Abbé de la Baie, Paris, Jean-Paul Gisserot, 2011
- Le Siamois de Brest, Paris, Jean-Paul-Gisserot, 2016

### Romans historiques et d'espionnage
- L'Indien du Reich : roman sur le nationaliste indien Subhas Chandra Bose, Toulouse, éditions Privat, coll. « Roman historique », 2007, 412 p.,  (ISBN 978-2-7089-5851-7), (BNF 40999511)
- Le Vautour de Shimla, Pondichéry/Sète, coll. "Mystère et boule de gomme", Éditions Kailash, 2023, 212 p.,  (ISBN 978 2 84268-239-2).

### Autres romans
- Lumière sur Kerlivit, Paris/Bruges, Desclée de Brouwer, 1964, 166 p. ; réédition, Saint-Vincent-sur-Oust, éditions Élor, 1988, 164 p.
- Le Chant des adieux, Les Sables d'Olonne, Le Cercle d'Or, 1976, 158 p. ; réédition, Rennes, éditions Ouest-France, 1979, 195 p.,  (ISBN 2-85882-234-4), (BNF 34632182).
- Le Requin de Runavel, Saint-Vincent-sur-Oust, Élor, 1990, 172 p. (en collaboration avec Jean-François Bazin)
- La Dame Blanche du château, Paris, Jean-Paul Gisserot, 2018, 64 pages.
- Le Mystère du Phare de Bercy, Quintin, Jean-Paul Gisserot, 2019, 128 pages.

### Ouvrages pédagogiques
- Michel Renouard (texte) et Francis Bergèse (illustrations), Civilisation de la Bible, Paris, éditions Jean-Paul Gisserot, coll. « Les documentaires Gisserot-jeunesse », 1995, 31 p.,  (ISBN 2-87747-194-2), (BNF 35805398).
- Michel Renouard (texte) et Curd Ridel (illustrations), Marco Polo, Paris, éditions Jean-Paul Gisserot, coll. "Les documentaires Gisserot-jeunesse", 1990, 31 p.
- Michel Renouard (texte) et Christophe Lazé (illustrations), Je découvre la Bretagne, éditions Jean-Paul Gisserot, 2015, 32 p.

### Autres ouvrages
- Michel Renouard, Nathalie Merrien et Joëlle Méar, Dictionnaire de Bretagne, Rennes, Éditions Ouest-France, 1992, 335 p. (ISBN 2-7373-0825-9, OCLC 463441956, BNF 35507484).
- Guide de Bretagne, Rennes, Ouest-France, 1976
- Art roman en Bretagne, Rennes, Ouest-France, 1977
- Ô Bretagne !, Rennes, Ouest-France, 1980
- Robert Ruark (1915-1965), journaliste et romancier : L'Échec d'une réussite (thèse de doctorat d'État en littérature américaine) (Paris-IV, 1986)
- Michel Renouard (textes) et Hervé Boulé (photographies), Châtellerault, Rennes, éditions Ouest-France, coll. « Le Poitou », 1986, 30 p.,  (ISBN 2-85882-963-2), (BNF 34876556).
- L'Inde (avec des photographies de l'auteur), Paris, éditions Jean-Paul Gisserot, 1994, 139 p.,  (ISBN 2-87747-157-8), (BNF 35729923).
- Aimer le Finistère, Rennes, Ouest-France, 1988
- Aimer la Bretagne, Rennes, Ouest-France, 1996
- Aimer le Poitou-Charentes, Rennes, Ouest-France, 1996
- La Littérature indienne de langue anglaise, Paris, Presses universitaires de France, coll. « Que sais-je ? » no 3197, 1997, 127 p.,  (ISBN 2-13-048367-4), (BNF 36171760).
- Histoire et civilisations de la Méditerranée : de l'Antiquité à la Seconde guerre mondiale, Rennes, éditions Ouest France, coll. « Histoire », 2006, 127 p.,  (ISBN 978-2-7373-3655-3), (BNF 40185169).
- La Littérature indienne anglophone (édition revue, corrigée et augmentée de La Littérature indienne de langue anglaise, paru en 1997), Neuilly-sur-Seine, éditions Atlande, coll. « Clefs-concours. Anglais-littérature », 2008, 124 p.,  (ISBN 978-2-35030-092-4), (BNF 41374619).
- Naissance des écritures, Rennes, éditions Ouest-France, 2011
- Lawrence d'Arabie, Paris, éditions Gallimard, coll. "Folio biographies", 316 p., 2012
- Joseph Conrad, Paris, éditions Gallimard, coll. "Folio biographies", 352 p., 2014[8],[9],[10]
- Trotsky, Paris, éditions Gallimard, coll. "Folio-biographies", 306 p., 2017[11],[3]

## Sources
- Annuaire des dix mille Bretons, Presses universitaires de Bretagne, 1971
- Who's Who in France, Paris, éditions Lafitte (depuis 1975)
- Michel Renouard, "Vertes années sur la colline inspirée : Pavane pour une civilisation défunte" [article autobiographique], in Le Pays de Dinan, tome IX, 1989, p. 155-167.
- Bernard Le Nail; et Jacqueline Le Nail, Dictionnaire des romanciers de Bretagne, Gourin, Keltia Graphic éditions, 1999, 360 p. (ISBN 978-2-913953-01-7, OCLC 43316762), p. 276.
- Marc Gontard (dir.), Dictionnaire des écrivains bretons du XXe siècle, Rennes, Presses universitaires de Rennes, 2002, 295 p. (ISBN 978-2-86847-702-6), p. 245.
- Claude Mesplède (dir.), Dictionnaire des littératures policières, vol. 2 : J - Z, Nantes, Joseph K, coll. « Temps noir », 2007, 1086 p. (ISBN 978-2-910686-45-1, OCLC 315873361), p. 641-642.
- Michel Renouard, "Saint-Hélen (1949-1957) : à l'ombre du clocher" [article autobiographique], in Le Pays de Dinan, tome XXX, 2010, p. 7-22.
- Michel Renouard, "Le Rennes des écrivains : Fantômes, crachin et galette-saucisse" [article autobiographique], in Place publique, no 9, Rennes, janvier 2011, p. 158-159.
- Gérard Pernon, "Michel Renouard, un artisan des lettres", in Balades en Bretagne nord, collection "Sur les pas des écrivains", éditions Alexandrines, 2011, p. 106-109.